# The Toasters
The Toasters é uma banda de ska. Fundada en 1982, foi a primeira banda desse estilo dos Estados Unidos, formada pelo inglês Rob "Bucket" Hingley que vivia há pouco em Nova York.
São uma banda da segunda onda do ska, onde se encontram bandas como The Specials, The Selecter, Madness, The Beat e outras. Embora algumas vezes sejam considerados como uma banda da terceira onda, na verdade foram a principal influência dela, que tem sua força na variedade e mistura de ritmos como reggae, jazz, soul, dancehall, rap e rock, pois já faziam essa mistura de ritmos na época da segunda onda.

## Discografia
- 1985 - Recriminations (mini álbum)
- 1987 - Skaboom!
- 1988 - Thrill Me Up
- 1990 - This Gun for Hire
- 1992 - New York Fever
- 1994 - Dub 56
- 1996 - Hard Band for Dead
- 1997 - Don't Let the Bastards Grind You Down
- 2002 - Enemy of the System
- 2007 - One More Bullet

## Formação atual
- Robert "Bucket" Hingley - guitarra, vocais
- Jason "Jan-Son" Nwagbaraocha - baixo, vocais
- Greg Robinson - trombone
- Jeff Richey - saxofone (alto e barítono)
- Dave Barry - teclados, vocal de apoio